# David Warsofsky
David Matthew Warsofsky (* 30. Mai 1990 in Marshfield, Massachusetts) ist ein ehemaliger US-amerikanischer Eishockeyspieler und derzeitiger -trainer, der im Verlauf seiner aktiven Karriere zwischen 2007 und 2024 unter anderem 59 Spiele für die Boston Bruins, Pittsburgh Penguins, New Jersey Devils und Colorado Avalanche in der National Hockey League (NHL) auf der Position des Verteidigers bestritten hat. Darüber hinaus absolvierte Warsofsky über 500 weitere Partien in der American Hockey League (AHL) und war insgesamt drei Spielzeiten für den ERC Ingolstadt sowie die Augsburger Panther in der Deutschen Eishockey Liga (DEL) aktiv.

## Karriere

### Jugend
David Warsofsky wuchs in Marshfield als jüngster von vier Brüdern auf, von denen es Ryan Warsofsky (bei den Rio Grande Valley Killer Bees aus der Central Hockey League (CHL) und den Turnhout Tigers aus Belgien) ebenfalls in den Profibereich schaffte und anschließend als Trainer tätig war. Mit ihm spielte David Warsofsky an der High School in seiner Heimatstadt zusammen, ehe er zur Saison 2007/08 ins USA Hockey National Team Development Program (NTDP) wechselte, die zentrale Talenteschmiede des US-amerikanischen Eishockeyverbandes. Mit der U18 des NTDP nahm er am Spielbetrieb der North American Hockey League (NAHL) teil und vertrat die USA bei der U18-Junioren-Weltmeisterschaft 2008, bei der die Mannschaft – von ihm als Kapitän angeführt – die Bronzemedaille gewann und er alle Verteidiger des Turniers in Scorerpunkten (7) anführte. Im anschließenden NHL Entry Draft 2008 wurde Warsofsky an 95. Position von St. Louis Blues ausgewählt.
Bereits nach diesem einen Jahr schied er altersbedingt aus dem NTDP aus und wechselte an die Boston University, für deren Terriers er fortan in der Hockey East unter der National Collegiate Athletic Association (NCAA) spielte. In seinem ersten Jahr gewann er mit dem Team direkt die College-Meisterschaft der NCAA und führte dabei alle Freshmen des Landes mit einer Plus/Minus-Statistik von +26 an. Als Sophomore steigerte er sich vor allem offensiv und erzielte 12 Tore in 34 Spielen. Über den Jahreswechsel 2009/10 war er Teil der U20-Nationalmannschaft seines Landes, die bei der U20-Weltmeisterschaft 2010 Weltmeister wurde. Nachdem die St. Louis Blues seine NHL-Rechte im Juni 2010 im Tausch für Vladimír Sobotka an die Boston Bruins abgegeben hatten, absolvierte Warsofsky seine letzte Saison an der Boston University, an deren Ende er ins Second All-Star Team der Hockey East gewählt wurde.

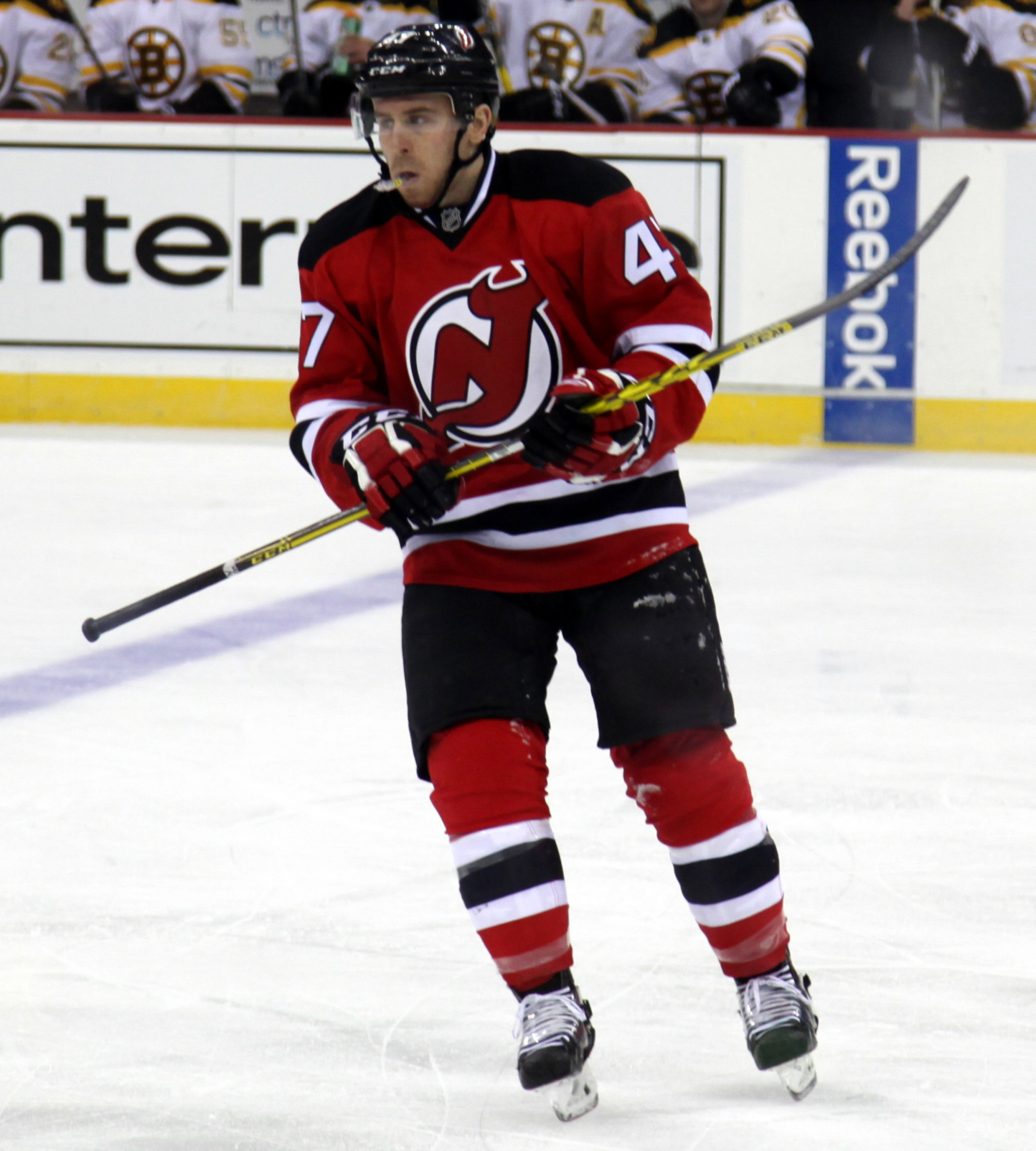
Warsofsky im Trikot der New Jersey Devils (2016)

### NHL
Bereits zum Ende der Saison 2010/11 debütierte Warsofsky für die Providence Bruins aus der American Hockey League (AHL), das Farmteam der Boston Bruins. Es folgten zwei volle Spielzeiten in der AHL, ehe der Abwehrspieler im Dezember 2013 sein Debüt für die Boston Bruins in der National Hockey League (NHL) gab. Insgesamt kam er dort allerdings nur auf sechs Einsätze und konnte sich nicht im NHL-Aufgebot etablieren. Nachdem sich in der Folgesaison 2014/15 ein ähnliches Bild geboten hatte (4 NHL- und 40 AHL-Einsätze), unterzeichnete er im Juli 2015 als Free Agent einen Vertrag bei den Pittsburgh Penguins. Er verließ die Providence Bruins mit insgesamt 230 Einsätzen in der regulären Saison und befand sich zu dieser Zeit unter den fünf Verteidigern mit den meisten Spielen in der Geschichte des Teams.
In Pittsburgh erhielt der Verteidiger vorerst mehr Einsatzzeit, wechselte jedoch in der Folge ebenfalls zwischen NHL und den Wilkes-Barre/Scranton Penguins aus der AHL. Als dies im Februar 2016 ein weiteres Mal geschehen sollte, verpflichteten ihn die New Jersey Devils vom Waiver. Dort beendete er die Saison und debütierte anschließend in der A-Nationalmannschaft der Vereinigten Staaten, als er mit dem Team bei der Weltmeisterschaft 2016 den vierten Platz belegte. In New Jersey erhielt er Verteidiger in der Folge keinen neuen Vertrag, sodass er im Juli 2016 als Free Agent zu den Pittsburgh Penguins zurückkehrte. Diese setzten ihn hauptsächlich in der AHL ein, wo Warsofsky seine mit Abstand beste persönliche Saisonstatistik erzielte und in der Folge ins AHL Second All-Star Team gewählt wurde.
Dennoch wurde sein auslaufender Vertrag nach dem Ende der Spielzeit nicht verlängert, sodass er sich im Juli 2017 – abermals als Free Agent – der Colorado Avalanche anschloss. In gleicher Weise wechselte der Verteidiger im Juli 2019 erneut zu den Pittsburgh Penguins. Diese setzten ihn ausschließlich in der AHL ein, wo er das Amt des Mannschaftskapitäns bei den  Wilkes-Barre/Scranton Penguins übernahm, ehe er im August 2020 samt Evan Rodrigues, Filip Hållander sowie einem Erstrunden-Wahlrecht im NHL Entry Draft 2020 an die Toronto Maple Leafs abgegeben wurde. Im Gegenzug erhielten die Penguins Kasperi Kapanen, Jesper Lindgren sowie die NHL-Rechte an Pontus Åberg. Aufgrund des verspäteten Beginns der nordamerikanischen Spielzeiten hatte er kein Spiel in der Organisation der Leafs absolviert, als er im Februar 2021 samt Jegor Korschkow an die Carolina Hurricanes abgegeben wurde. Als Gegenleistung wechselte Alex Galchenyuk nach Toronto.

### Wechsel nach Europa
Nachdem Warsofsky nach seinem Transfer ausschließlich für Carolinas Farmteam Chicago Wolves zum Einsatz gekommen war, wechselte er im Juni 2021 erstmals nach Europa. Dort unterzeichnete der Abwehrspieler einen Vertrag beim ERC Ingolstadt aus der Deutschen Eishockey Liga (DEL). Im Saisonverlauf nahm der Verteidiger mit der US-amerikanischen Auswahl an den Olympischen Winterspielen 2022 in der chinesischen Hauptstadt Peking teil, wo er mit der Mannschaft den fünften Rang belegte. In vier Turnierspielen blieb er dabei punktlos. Mit neun Toren und 19 Assists war Warsofsky in der Saison 2021/22 der punktbeste Verteidiger des ERCI. Im Juli 2022 wechselte er innerhalb der DEL zu den Augsburger Panthern. Nach einem soliden ersten Jahr bei den Panthern konnte der US-Amerikaner im Verlauf der Spielzeit 2023/24 nur drei Partien absolvieren. Aufgrund einer Unterkörperverletzung war er am Saisonbeginn ausgefallen, ehe er nach einem harten Check ab Ende Oktober 2023 mit erheblichen Kopf- und Gesichtsverletzungen für den Rest der Saison ausfiel. Am Saisonende verließ Warsofsky den Verein nach zwei Spielzeiten und beendete seine aktive Karriere.
In der Saison 2024/25 hospitierte Warsofsky als Assistenztrainer bei den South Carolina Stingrays aus der ECHL.

## Erfolge und Auszeichnungen
| - 2009 Lamoriello-Trophy-Gewinn mit der Boston University - 2009 NCAA-Division-I-Championship mit der Boston University - 2011 Hockey East Second All-Star Team | - 2017 Teilnahme am AHL All-Star Classic - 2017 AHL Second All-Star Team |

### International
- 2008 Bronzemedaille bei der U18-Weltmeisterschaft
- 2010 Goldmedaille bei der U20-Weltmeisterschaft

## Karrierestatistik

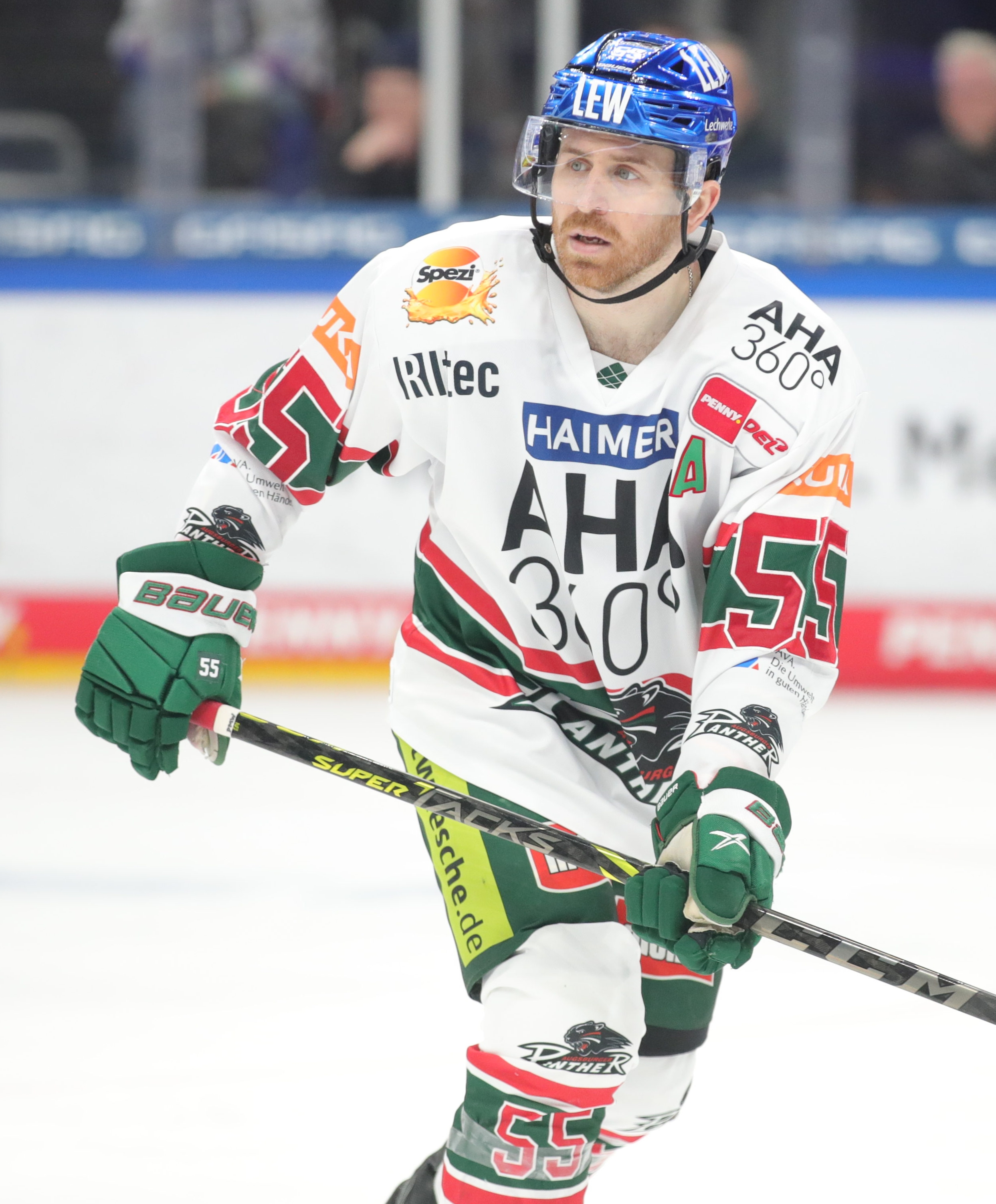
Warsofsky als Spieler der Augsburger Panther (2023)

### International
Vertrat die USA bei:
- U18-Junioren-Weltmeisterschaft 2008
- U20-Junioren-Weltmeisterschaft 2010
- Weltmeisterschaft 2016
- Olympischen Winterspielen 2022

(Legende zur Spielerstatistik: Sp oder GP = absolvierte Spiele; T oder G = erzielte Tore; V oder A = erzielte Assists; Pkt oder Pts = erzielte Scorerpunkte; SM oder PIM = erhaltene Strafminuten; +/− = Plus/Minus-Bilanz; PP = erzielte Überzahltore; SH = erzielte Unterzahltore; GW = erzielte Siegtore; 1 Play-downs/Relegation; Kursiv: Statistik nicht vollständig)

## Familie
Sein älterer Bruder Ryan Warsofsky ist ebenfalls Eishockeyspieler gewesen und derzeit als Trainer aktiv.